# ミシェル未来
ミシェル 未来（ミシェル みき、Michelle Miki、1992年1月4日 - ）は、日本のアイドル、タレント。オーストラリア・クイーンズランド州ゴールドコースト出身。
本名は中島ミシェル未来（なかじま - ）。女性アイドルグループ「アイドリング!!!」の元メンバー。

## 略歴
- 2006年9月、オーストラリアから来日。奈良県天理市天理中学校に編入。
- 2007年6月、J8サミット2007に日本代表チーム（HIROGAKU EIGHT 広尾学園高校）のリーダーとして参加。
- 2007年7月31日、エリートモデルルック2007日本代表最終選考会で、審査員特別賞を受賞。
- 2008年4月、アイドリング!!!に、2期生・アイドリング!!!18号として加入。
- 2009年3月、アイドリング!!!を卒業。
- 2013年4月17日、中島ミシェル未来として参加したavex audition MAX 2013 アーティスト部門で審査員特別賞を受賞。

## 人物
- 父親がオーストラリア人で母親が日本人のハーフ。
- 趣味：世界のファッション雑誌購読、買い物、音楽鑑賞、カラオケ
- 特技：歌唱、ダンス（バレエ、日本舞踊、タップ、ジャズ）
- 目標とする芸能人：AI
- 外国人とはいえ日本人以上に日本文化に精通している部分がある。アイドリング!!!の番組やライブでは浴衣を着て琴を弾き、盆踊りを踊る際は日本舞踊仕込みの身のこなしを見せた。また美空ひばりの「真赤な太陽」を歌った事もある。
- 基本的にテレビの番組などではいわゆるカタコトの標準語を用いているが、砕けた調子になると母親譲りの関西弁となる。また家族や友人との電話での会話は英語の中に時折日本語が混じる。
- 寿司はかっぱ巻きしか食べられない。
- トウモロコシアレルギーを持つ。
- 現在はインターナショナルスクールに通う。
- 友人の国籍も様々であり、そのため韓国語、中国語、ドイツ語も話せるという。

## エピソード
- 2010年1月、アイドリング!!!同期であった酒井瞳がブログにて一緒に食事を行ったとの記事を投稿し、その中で本人との写真と、『うち今年学校卒業したら、お仕事に専念するから待っててや〜！！！』との「伝言」を記載した[1]。

### アイドリング!!!関連
- アイドリング!!!では18号、イメージフラワーは「マリーゴールド」である。
- イメージイラストでは出身であるオーストラリアにちなんでブーメランを手にした姿で描かれている。
- 他の2期生とは違い、先輩、或いは年長である1期生に対してもフランクに接する。在籍当時最年長であった加藤沙耶香をメンバー中で唯一「沙耶香」と呼び、気難しいとされる小泉瑠美でさえも「瑠美」と呼んだ。
- 「大好きアイドリング!!!」ではオーストラリアでポピュラーに食されているベジマイトを紹介した。しかしその独特の味は他のメンバーには受け入れられなかった。
- 言葉や文化の違いによるハンデを背負いながらも、逆に片言の関西弁や、理解しているかどうかわからない部分を逆手に取り、クレバーにセンスの良い短いセンテンスを返していた。また高級ブランド品を多数持つなどの「セレブキャラ」、ディレクター佐久間隆太を甘えて籠絡するなど、他のメンバーとは違う存在感を示した。
- フジテレビでは2009年2月12日、フジテレビ721・739では2009年2月16日に放送された「アイドリング!!!日記」で加藤沙耶香、江渡万里彩、滝口ミラと共にアイドリング!!!を卒業することが発表され、同年3月18日をもってグループを離れた。
- アイドリング!!!2期生5周年記念再会の日SPごっこ（2013年）ではミシェル未来と称して一般の外国人女性が代わりに出演した。

## 出演

### バラエティ
- アイドリング!!!（2008年4月 - 2009年3月、フジテレビ721・739・CSHD）
- アイドリング!!!日記（2008年4月 - 2009年3月、フジテレビ）